# Adem Demaçi
Adem Demaçi (* 26. Februar 1936 in Podujeva, Königreich Jugoslawien; † 26. Juli 2018 in Pristina, Kosovo) war ein kosovarischer Schriftsteller und Unabhängigkeitsaktivist.

## Leben
Seine ersten Kurzgeschichten veröffentlichte Demaçi als Schüler. Er studierte Literatur, Jura und Pädagogik an den Universitäten von Pristina, Skopje und Belgrad. Zwischen 1953 und 1958 verfasste er etwa 20 Kurzgeschichten sowie einen Roman mit dem Titel Die Schlangen des Blutes, in dem die Blutrache im Kosovo und in Albanien thematisiert wird. 1958 wurde er erstmals inhaftiert.
Er setzte sich für die Gleichberechtigung des Kosovo zu den anderen Teilrepubliken Jugoslawiens ein. Für seine politische Aktivität wurde er von jugoslawischen Sicherheitskräften verhaftet und war insgesamt 28 Jahre lang politischer Gefangener: 1958–1961, 1964–1974 und 1975–1990. Er wird von einigen darum auch als „Nelson Mandela des Kosovos“ oder des Balkans bezeichnet. Für sein Wirken wurde er 1991 mit dem Sacharow-Friedenspreis geehrt.
Demaçi leitete nach seiner Entlassung zwischen 1990 und 1995 den Menschenrechtsverein in Pristina. Während des Kosovo-Krieges war er politischer Sprecher der Kosovo-Befreiungsarmee (UÇK), bis er 1999 zurücktrat, da er den Kosovo-Friedensplan der internationalen Kontaktgruppe (Vertrag von Rambouillet) ablehnte, weil dieser keine Eigenstaatlichkeit des Kosovo vorsah. Später setzte er sich auch für die Minderheit der Kosovo-Serben gegen Übergriffe der Albaner ein.
Er verfasste mehrere literarische Werke, einige davon wurden in verschiedene Sprachen übersetzt (z. B. Die Schlangen des Blutes, albanisch Gjarprinjtë e gjakut).

## Auszeichnungen
- 1991: Sacharow-Preis
- 2010: Held des Kosovo[3]

## Werke (Auswahl)
- Gjarprinjtë e gjakut (Roman). Jeta e Re, 1958
  - Die Schlangen des Blutes. Weimarer Schiller-Presse, Frankfurt a. M. 2005, ISBN 978-3-86548-133-7.
- Popu (Drama). 1969
- Kur Zoti harron (Novelle mit Erzählungen). Zëri i Rinisë, Pristina, 1990
- Libër për vetmohimin (Roman). Pristina, 1994
- Tung, vargu im. Rilindja, Pristina, 2002
- Heli dhe Mimoza. Pristina, 2006
- Dashuria kuantike e Filanit. Infopress & Buzuku, Pristina, 2007
- Alb Prometeu. Qendra Ndërkombëtare e Kulturës Arbnori, Tirana, 2008